# 최은비
최은비(1994년 10월 11일 ~ )는 대한민국의 국악인, 영화배우이다.

## 학력
- 중앙대학교 한국음악과 석사과정

## 방송
- 내일은 미스트롯 2 (2020) - Top34(28위)

## 영화
- 갈까부다 (2019) - 은비 역

## 공연
- 전승자시리즈 화음 - 가객 (2020)
- 완창판소리 최은비의 흥보가 (2019)
- 아트홀가얏고을 가을시즌 기획공연 완창판소리전 - 21C Live (2018)
- 최은비의 첫 번째 완창 판소리 - 흥보가 (2018)

## 수상
- 제3회 세종대왕 전통예술경연대회 일반부 판소리 준우수상 (2017)
- 제21회 완산전국국악대제전 일반부 판소리 최우수상 (2016)
- 제13회 명창 박록주 전국국악대전 판소리 고등부 우수상 (2013)